# Pommersfelden
Pommersfelden je skupnost v okrožju Bamberg v Zgornji Frankovski v Nemčiji.

## Geografija
Skupnost leži severno od Höchstadta an der Aisch ob reki Reiche Ebrach.
Skupnost Pommersfelden je razdeljena na štiri Gemarkungen (tradicionalne podeželske enote) s skupno desetimi naseljenimi središči, od katerih je vsako tukaj navedeno s svojo številko prebivalstva: Oberndorf 89, Limbach 273, Steppach 922, Stolzenroth 58, Sambach 591, Schweinbach 133, Wind 62.
V okviru občine je bilo leta 1970 naštetih 2009 prebivalcev, leta 1987 2253 in leta 2000 2653 prebivalcev. 30. junija 2007 jih je bilo 2936.

## Zgodovina
Kraj je bil prvič omenjen leta 1297 kot "Wumarsuelden". Kraj je dobil ime po osebnem imenu ustanovitelja Uuinimarja, Wonamar. Leta 1319/1320 se je prvič imenoval "Pomersvelden". Pommersfelden je bil od 14. stoletja v lasti družine Truchsess von Pommersfelden. Leta 1349 je Heinrich Truchsess podaril cerkev sv. Marije in Janeza in prejel pripadajoče pokroviteljstvo. Kraj, ki je pripadal župniji Seussling, se je istočasno tudi cerkvenopravno osamosvojil.
S smrtjo Friedricha Ernsta Truchsessa von Pommersfeldna 21. aprila 1710 je ta plemiška družina izumrla. V svoji oporoki je Friedrich Ernst imenoval volilnega kneza Lotharja Franza von Schönborna (mainškega nadškofa in bamberškega knezoškofa) za univerzalnega dediča.
Proti koncu 18. stoletja je bilo v Pommersfeldnu 81 posesti. Višje sodišče je izvajalo Schönbornovo pravilo Pommersfeldna. Če je bilo potrebno, so jih morali dostaviti v Bamberg Centamt Bechhofen. Zemljiški gospodje so bili gospostvo Pommersfelden (grad, mlin, pivovarna, ovčereja, 3 krčme, 1 kopališče, 1 kovačija, 2 kmetiji, itd) oz. župnijo Pommersfelden. Dve hiši in pastirska hiša sta bila skupna objekta.
Vladavina grofov Schönbornov, ki so bili tudi člani frankovskega viteškega kroga, je prišla na Bavarsko z zakonom o Renski konfederaciji leta 1806. V okviru občinskega edikta je bil ustanovljen davčni okraj Pommersfelden, ki je obsegal Limbach in dvorec Weißenstein. Z drugim občinskim odlokom (1818) je bila ustanovljena podeželska občina Pommersfelden, ki je bila skladna z davčnim okrajem. Z vidika uprave in pristojnosti je bilo dodeljeno okrožnemu sodišču v Höchstadtu, z vidika finančnega upravljanja pa Rentamt Höchstadt. Pri prostovoljni jurisdikciji je bila celotna skupnost podrejena patrimonialnemu sodišču v Pommersfeldnu (do leta 1848). Od leta 1862 je Pommersfelden pripadal okrožnemu uradu Höchstadt an der Aisch (1939 preimenovan v okrožje Höchstadt an der Aisch) in je še naprej pripadal Rentamt Höchstadt (1919 preimenovan v Finanzamt Höchstadt, 1929–1972: Finanzamt Forchheim, od 1972: Finanzamt Bamberg). Pristojnost je ostala pri okrožnem sodišču Höchstadt (leta 1879 preimenovano v okrožno sodišče Höchstadt an der Aisch), od leta 1959 do 1973 je bilo pristojno okrožno sodišče v Forchheimu, od takrat je to okrožno sodišče v Bambergu. Občina je imela prvotno površino 10.777 km².
Današnja občina Pommersfelden je nastala v okviru bavarske občinske reforme 1. maja 1978 iz občin Oberndorf, Pommersfelden, Sambach in Steppach. Od maja 1978 do decembra 1979 je Pommersfelden pripadal upravni skupnosti Frensdorf. Ta upravna skupnost z drugimi skupnostma članicama Frensdorf in Pettstadt je bila razpuščena 1. januarja 2002.

## Znamenitosti
Na jugu konstitutivne skupnosti Pommersfelden stoji dvorec Weißenstein, ki ga je zgradil Lothar Franz von Schönborn med letoma 1711 in 1716 in je danes v zasebni družinski lasti. Baročni dvorec hrani impresivno stopnišče, notranjo vrtno jamo in zbirko slik, ki je vredna ogleda.
Sredi konstitutivne občine Pommersfelden še vedno najdemo ostanke starega gradu z jarkom, v Sambachu pa jezuitski grad. Nobeden pa ni odprt za javnost. Poleg tega imajo sestavne skupnosti Limbach, Pommersfelden, Sambach in Steppach vsaka svojo cerkev.
Dvorec Weißenstein ima angleški krajinski park iz 19. stoletja.